# Liste over The Corrs' priser og nomineringer
The Corrs har vundet 24 priser ud af 48 nomineringer i deres karriere. Deres priser er hovedsageligt inden for pop og rock-genren. Bandet har også været nomineret i mere kontroversielle kategorier som Billboard awards' Jazz Act, da bandet ikke betragtes som en jazzgruppe, og en nominering som bedste kvindelige gruppe, da The Corrs består af både mænd og kvinder.

## APRA Music Awards
APRA Music Awards er adskillige prisoverrækkelser, der foregår i Australien og som afholdes af Australian Performing Right Association for at hylde sangskrivere, salg og spilletid. The Corrs blev nomineret sammen med Robert "Mutt" Lange til Most Performed Foreign Work med deres sang "Breathless".
| År   | Modtager     | Pris                        | Resultat  |
| ---- | ------------ | --------------------------- | --------- |
| 2001 | "Breathless" | Most Performed Foreign Work | Nomineret |

## Big Buzz Awards

### Big Buzz Awards
| År   | Modtager  | Pris               | Resultat |
| ---- | --------- | ------------------ | -------- |
| 2004 | The Corrs | Best Irish Pop Act | Vundet   |

### Pepsi Award
| År   | Modtager  | Pris           | Resultat |
| ---- | --------- | -------------- | -------- |
| 2005 | The Corrs | Best Irish Act | Vundet   |

## Billboard Music Video Awards
Billboard Music Awards er sponsoreret af musikmagasinet [[Billboard (magasin]|Billboard]] og afholdes årligt i december. Billboard Year-End Charts Awards er baseret på salgsdata fra Nielsen SoundScan og radioinformation fra Nielsen Broadcast Data Systems.
| År   | Modtager                  | Pris                                     | Resultat  |
| ---- | ------------------------- | ---------------------------------------- | --------- |
| 1998 | Dreams                    | Best New Clip                            | Nomineret |
| 1998 | The Corrs                 | Best Jazz Act                            | Nomineret |
| 2000 | The Corrs                 | Best Jazz Act                            | Nomineret |
| 2001 | All The Love in The World | Best Adult Contemporary Clip of the Year | Nomineret |

## BMI Awards

### BMI London Award
| År   | Modtager     | Pris                | Resultat |
| ---- | ------------ | ------------------- | -------- |
| 2002 | "Breathless" | Award-Winning Songs | Vundet   |

## BRIT Awards
BRIT Awards er British Phonographic Industrys årlige prisuddeling for popmusik.
| År   | Modtager  | Pris                     | Resultat  |
| ---- | --------- | ------------------------ | --------- |
| 1999 | The Corrs | Best International Group | Vundet    |
| 2001 | The Corrs | Best International Group | Nomineret |

## Capital FM's London Awards
| År   | Modtager  | Pris                                   | Resultat  |
| ---- | --------- | -------------------------------------- | --------- |
| 2000 | The Corrs | London's Favourite International Group | Vundet    |
| 2001 | The Corrs | London's Favourite International Group | Nomineret |
| 2001 | The Corrs | Best International Group               | Vundet    |

## CARA Awards
| År   | Modtager  | Pris          | Resultat |
| ---- | --------- | ------------- | -------- |
| 1993 | The Corrs | Best Newcomer | Vundet   |

## ECHO Awards
ECHO Awards er en tysk prisuddeling, der blev etableret i 1992. Årets vinder blev afgjort af det forrige års salgstal.
| År   | Modtager  | Pris                     | Resultat  |
| ---- | --------- | ------------------------ | --------- |
| 2001 | The Corrs | Best International Group | Nomineret |

## Grammy Awards
Grammy Awards afholdes årligt af National Academy of Recording Arts and Sciences.
| År   | Modtager      | Pris                                           | Resultat  |
| ---- | ------------- | ---------------------------------------------- | --------- |
| 2001 | Breathless    | Best Pop Performance By a Duo/Group with Vocal | Nomineret |
| 2001 | "Rebel Heart" | Best Pop Instrumental Performance              | Nomineret |

## Heineken Hot Press Rock Awards
| År   | Modtager                          | Pris                                             | Resultat  |
| ---- | --------------------------------- | ------------------------------------------------ | --------- |
| 1999 | The Corrs                         | Best Irish Band                                  | Vundet    |
| 1999 | The Corrs: Live at Lansdowne Road | Best Live Performance in Ireland by an Irish Act | Vundet    |
| 1999 | Talk On Corners                   | Best Irish Album                                 | Nomineret |
| 1999 | The Corrs                         | Best Pop Act                                     | Nomineret |
| 1999 | Andrea Corr                       | Best Female Singer                               | Vundet    |

## HMV Awards
| År   | Modtager  | Pris         | Resultat |
| ---- | --------- | ------------ | -------- |
| 1998 | The Corrs | Best Pop Act | Vundet   |

## Hot Press Irish Music Awards
| År   | Modtager      | Pris                           | Resultat |
| ---- | ------------- | ------------------------------ | -------- |
| 2002 | The Corrs     | Best Pop Act                   | Vundet   |
| 2002 | John Hughes   | Industry Awards                | Vundet   |
| 2002 | Caroline Corr | Rory Gallagher Musician Awards | Vundet   |

## Irish National Entertainment Awards
| År   | Modtager  | Pris          | Resultat |
| ---- | --------- | ------------- | -------- |
| 1998 | The Corrs | Popular Music | Vundet   |

## Irish World Awards
| År   | Modtager  | Pris                       | Resultat |
| ---- | --------- | -------------------------- | -------- |
| 2003 | The Corrs | Best International Pop Act | Vundet   |

## IRMA Music Awards
| År   | Modtager        | Pris                 | Resultat  |
| ---- | --------------- | -------------------- | --------- |
| 1996 | The Corrs       | Best New Irish Act   | Vundet    |
| 2002 | Talk on Corners | Best Irish Pop Album | Nomineret |
| 2002 | The Corrs       | Best Irish Pop Act   | Nomineret |

## Ivor Novello Awards
| År   | Modtager        | Pris                   | Resultat  |
| ---- | --------------- | ---------------------- | --------- |
| 1999 | "What Can I Do" | Best Contemporary Song | Nomineret |

## M6 Awards
| År   | Modtager  | Pris                             | Resultat  |
| ---- | --------- | -------------------------------- | --------- |
| 2000 | The Corrs | Best International Female Artist | Nomineret |

## Meteor Ireland Music Awards
Meteor Ireland Music Award er en prisuddeling blandt professionelle den irske musikindustri. Bortset fra 2011 har den været afhodlt hvert år siden 2001, hvor den erstattede IRMA Ireland Music Awards der blev afholdt i 1990'erne.
| År   | Modtager    | Pris               | Resultat  |
| ---- | ----------- | ------------------ | --------- |
| 2005 | The Corrs   | Best Irish Pop Act | Nomineret |
| 2005 | John Hughes | Industry Award     | Vundet    |
| 2006 | The Corrs   | Best Irish Band    | Nomineret |

## My VH1 Music Awards
My VH1 Music Awards var en årlig prisuddeling, der blev afholdt af den amerikanske fjernsynsstation VH1 i både 2000 og 2001. Kategorier, nominerede og vindere blev afgjort ved afstemning på VH1.com.
| År   | Modtager  | Pris             | Resultat |
| ---- | --------- | ---------------- | -------- |
| 2000 | The Corrs | Best Kept Secret | Vundet   |

## Nokia TMF Awards
| År   | Modtager  | Pris          | Resultat  |
| ---- | --------- | ------------- | --------- |
| 2001 | The Corrs | Best Live Act | Nomineret |

## NRJ Music Awards
NRJ Music Award (ofte forkortet NMA) er en prisuddeling, der arrangeres af den franske radiostation NRJ for at ære de bedste i den franske og internationale musikindustri.
| År   | Modtager  | Pris                     | Resultat  |
| ---- | --------- | ------------------------ | --------- |
| 2000 | The Corrs | Best International Group | Vundet    |
| 2001 | The Corrs | Best International Group | Nomineret |

## Premios Amigo Awards
| År   | Modtager                | Pris                     | Resultat  |
| ---- | ----------------------- | ------------------------ | --------- |
| 1997 | Forgiven, Not Forgotten | Best International Album | Vundet    |
| 1998 | Talk on Corners         | Best International Album | Vundet    |
| 1998 | The Corrs               | Best International Group | Vundet    |
| 2000 | The Corrs               | Best International Group | Nomineret |

## Q Awards
| År   | Modtager        | Pris       | Resultat  |
| ---- | --------------- | ---------- | --------- |
| 1998 | Talk On Corners | Best Album | Nomineret |

## Singapore Radio Music Awards
| År   | Modtager  | Pris           | Resultat  |
| ---- | --------- | -------------- | --------- |
| 2000 | The Corrs | Best Pop Group | Vundet    |
| 2001 | The Corrs | Best Pop Group | Nomineret |

## TMF Awards
| År   | Modtager  | Pris                         | Resultat  |
| ---- | --------- | ---------------------------- | --------- |
| 2002 | The Corrs | Best International Pop Group | Nomineret |

## World Music Awards
World Music Awards er en internationalt prisuddeling, der blev grundlagt i 1989. den afholdes årligt og priserne gives gives på baggrund af salget på verdensplan på baggrund af tal oplyst af International Federation of the Phonographic Industry (IFPI).
| År   | Modtager  | Pris                              | Resultat |
| ---- | --------- | --------------------------------- | -------- |
| 1999 | The Corrs | World's Biggest-Selling Irish Act | Vundet   |